# Iván Asenjo
Iván César Asenjo Góngora (Valdivia, Chile, 16 de enero de 1982) es un exfutbolista y entrenador de fútbol chileno.  

## Trayectoria

### Como jugador
Comenzó su carrera en Deportes Puerto Montt, para luego trasladarse al PSDS Deli Serdang de Indonesia en 2003. Jugó por diferentes clubes de categorías menores en Indonesia por 4 años, hasta firmar por el Johor Darul Ta'zim II F.C. de la segunda división de Malasia en 2007. Además, durante 2004 tuvo un paso por Deportes Valdivia en la Tercera División A de Chile.

### Como entrenador
Como entrenador, se desempeñó como ayudante técnico de Cristián Muñoz en Deportes Pintana, para luego durante la temporada 2016-17 asumir como entrenador titular. Luego, trabajó como entrenador de las divisiones inferiores de Deportes Valdivia, y como asistente técnico de Jürgen Press en el primer equipo.
Como preparador físico, formó parte del cuerpo técnico de Deportes Valdivia durante la temporada 2012.
En 2021, asumió como director deportivo del equipo valdiviano.

## Clubes

### Como jugador
| Club                       | País      | Año       |
| -------------------------- | --------- | --------- |
| Deportes Puerto Montt      | Chile     | 2000-2002 |
| PSDS Deli Serdang          | Indonesia | 2003      |
| PSMS Medan                 | Indonesia | 2004      |
| Deportes Valdivia          | Chile     | 2004      |
| PS Barito Putera           | Indonesia | 2005      |
| Persim Maros               | Indonesia | 2006      |
| Johor Darul Ta'zim II F.C. | Malasia   | 2007      |
| Hougang United FC          | Singapur  | 2008      |

### Como entrenador
| Club             | País  | Año       |
| ---------------- | ----- | --------- |
| Deportes Pintana | Chile | 2016-2017 |